# Chris Nanco
Chris Nanco, all'anagrafe Christopher Lenroy Nanco (North York, 15 febbraio 1995), è un ex calciatore canadese, di ruolo attaccante.

## Carriera

### Club

#### Giovanili e college
Ha giocato quattro anni di calcio al college alla Syracuse University tra il 2013 e il 2016, dove ha segnato 21 gol e totalizzato 7 assist in 84 presenze.

#### Sigma
In estate, mentre frequentava la Syracuse University, ha firmato per il Sigma FC, formazione militante nella League1 Ontario.

#### Bethlehem Steel
Il 17 gennaio 2017 è stato scelto nel corso del 55º giro assoluto del SuperDraft MLS 2017 dai Philadelphia Union. Ha firmato con la filiale del Bethlehem Steel, oggi noto come Philadelphia Union II, il 9 marzo 2017. Nella prima stagione con la squadra ha collezionato 28 presenze, partendo da titolare in diciotto occasioni e altre dieci volte subentrando dalla panchina. Inoltre, aveva anche realizzato quattro reti. Durante la seconda stagione, ha collezionato 32 presenze, con undici presenze da titolare, ventuno subentrando dalla panchina e cinque gol.
È stato svincolato dal Bethlehem Steel al termine della stagione 2018.

#### Forge FC
È stato tra i primi due giocatori che hanno firmato con il Forge, franchigia della Canadian Premier League, il 29 novembre 2018. Nella stagione 2019 della Canadian Premier League, Nanco ha aiutato la squadra a chiudere al secondo posto in assoluto, qualificandosi per le finali. Lì, hanno affrontato il Cavalry e ha realizzato un assist nell'unico gol della partita di andata giocatasi ad Hamilton. Nel complesso, ha racimolato ventisette presenze e quattro gol nella sua prima stagione con il Forge.

### Nazionale
Ha militato nelle nazionali giovanili canadesi Under-17 ed Under-20.

## Statistiche

### Presenze e reti nei club
Statistiche aggiornate al 20 dicembre 2021.
| Stagione                  | Squadra                   | Campionato                | Campionato | Campionato | Coppe nazionali | Coppe nazionali | Coppe nazionali | Coppe continentali | Coppe continentali | Coppe continentali | Altre coppe | Altre coppe | Altre coppe | Totale | Totale |
| Stagione                  | Squadra                   | Comp                      | Pres       | Reti       | Comp            | Pres            | Reti            | Comp               | Pres               | Reti               | Comp        | Pres        | Reti        | Pres   | Reti   |
| ------------------------- | ------------------------- | ------------------------- | ---------- | ---------- | --------------- | --------------- | --------------- | ------------------ | ------------------ | ------------------ | ----------- | ----------- | ----------- | ------ | ------ |
| 2017                      | Bethlehem Steel           | USL                       | 28         | 4          |                 | -               | -               |                    | -                  | -                  |             | -           | -           | 28     | 4      |
| 2018                      | Bethlehem Steel           | USL                       | 32         | 5          |                 | -               | -               |                    | -                  | -                  |             | -           | -           | 32     | 5      |
| Totale Bethlehem Steel FC | Totale Bethlehem Steel FC | Totale Bethlehem Steel FC | 60         | 9          |                 | -               | -               |                    | -                  | -                  |             | -           | -           | 60     | 9      |
| 2019                      | Forge                     | CPL                       | 26         | 4          | CC              | 1               | 0               | CL                 | 2                  | 1                  |             | -           | -           | 29     | 5      |
| 2020                      | Forge                     | CPL                       | 5          | 2          |                 | -               | -               | CL                 | 2                  | 0                  |             | -           | -           | 7      | 2      |
| 2021                      | Forge                     | CPL                       | 19         | 2          | CC              | 0               | 0               | CL                 | 5                  | 0                  |             | -           | -           | 24     | 2      |
| Totale Forge              | Totale Forge              | Totale Forge              | 50         | 8          |                 | 1               | 0               |                    | 9                  | 1                  |             | -           | -           | 60     | 9      |
| Totale carriera           | Totale carriera           | Totale carriera           | 110        | 17         |                 | 1               | 0               |                    | 9                  | 1                  |             | -           | -           | 120    | 18     |

## Palmarès

### Club

#### Competizioni nazionali
- Canadian Premier League: 2

Forge: 2019, 2020